# Грб Амурске области
Грб Амурске области је званични симбол једног од субјеката Руске федерације са статусом области — Амурске области. Грб је званично усвојен 24. априла 2008. године.

## Опис грба
Према Закону о грбу и застави Амурске области, амблем области је зелени хералдички штит са таласастом сребрном траком, у пратњи три златне осмокраке звијезде. Штит је крунисан са древном царском круном и окружен је траком Реда Лењина.